# ファミスタタタタッチ
ファミスタタタッチは2012年3月からAndroid端末のスマートフォンから配信されている野球ゲームアプリである。購入費は630円の他auスマートパス対応。

## 概要
これまでソーシャルゲームでしか配信され無かったスマートフォンで初めて本格的なファミスタタイトル。
ナムコスターズを中心に、そこから派生し、初期から2000年代までのタイトルを中心に構成された11球団と隠しのブラックナムコスターズを加えた13チームでオープン戦と総当りのリーグ戦で遊べる。
操作はそれぞれ、ボタンに当たる部分をタッチしながら進行させる。投球で十字キー投球位置とコントロールだけになり遅い、速球、落ちる球の3種、バッターは十字とバント、スイング走塁、守備ではそれぞれ対応した部分をタッチする。
ファミスタでは珍しく、打率、ホームラン表示が無く全て能力を数値でのみでデータ化されている。

## モード
- オープン戦-フリー対戦。
- リーグ戦-総当りで戦うリーグ戦。1試合ごとに試合形式を選んで対戦する。勝ち星が一番多かったチームが優勝。
- レコード-プレイヤー成績閲覧
- オプション-走塁、守備のマニュアル、オートの選択、サウンド、音量調整。

## 球場
- ナイター - ナイター仕様の初代ファミスタが発売された当時で一番多かった規格。センター120ｍ、両翼91ｍの球場。
- 外野球場 - 現在の基準より10ｍ広い、センター130ｍ、両翼110ｍ。強風が吹く。
- 河川敷球場 - 巨人軍多摩川グラウンド、日本ハム球団多摩川グランド。センター105ｍ、両翼85ｍ。
- ピッカリドーム - 東京ドームよりセンターが少し広いセンター122ｍ、両翼100ｍ。

## 登場チーム
- ナムコスターズ
- ゼビウスチーム-ゼビウスシリーズ。
- ワルキューレチーム-ワルキューレの冒険シリーズ。
- ディグダグ＆ドリラーチーム-同じ世界観を有するディグダグシリーズとミスタードリラーシリーズの連合チーム。
- ドルアーガチーム-バビロニアン・キャッスル・サーガシリーズ。
- ギャラガチーム-ギャラクシアンシリーズ。
- nチーム-上記以外のシューティングゲームの登場キャラで構成。
- aチーム-もじぴったんやピノ (ゲームキャラクター)以外のトイポップキャラで構成。
- mチーム-超絶倫人ベラボーマンとそのスピンオフピストル大名の冒険で構成されたチーム。
- cチーム-ドルアーガとテイルズシリーズ以外のファンタジー作品で構成されたチーム。
- oチーム-過去のナムコ作品のキャラクター名で構成されたチーム。
- (R)チーム-過去のナムコのマイナー作品のタイトルで構成されたチーム。
- ブラックナムコスターズ-条件を満たせば出てくる隠しチーム